# Luxembourg Income Study
Le Luxembourg Income Study, abrégé en LIS, est une organisation à but non lucratif enregistrée au Luxembourg qui produit une base transnationale de données microéconomiques sur les revenus, utile à la recherche en sciences sociales. Le projet a commencé en 1983.
Parmi les chercheurs associés se trouvent notamment Louis Chauvel, Paul Krugman, Georges Menahem et Branko Milanović.